# Alstroemeria diluta
Alstroemeria diluta är en alströmeriaväxtart som beskrevs av Ehrentraut Bayer. Alstroemeria diluta ingår i släktet alströmerior, och familjen alströmeriaväxter.

## Underarter
Arten delas in i följande underarter:
- A. d. chrysantha
- A. d. diluta